# بطولة العالم لسباق الدراجات على الطريق 1953
بطولة العالم لسباق الدراجات على الطريق 1953 هي الدورة ال26 من بطولة العالم لسباق الدراجات على الطريق، أجريت في لوغانو، سويسرا.

## برنامج المسابقات
رجال
- سباق الطريق المداري.

سيدات
- سباق الطريق المداري.

## النتائج النهائية
| المسابقة            | ذهبية                 | فضية                  | برونزية              |
| ------------------- | --------------------- | --------------------- | -------------------- |
| الرجال              |                       |                       |                      |
| سباق الطريق المداري | فاوسطو كوبي (إيطاليا) | جيرمان ديريك (بلجيكا) | ستان أوكيرس (بلجيكا) |